# Афгано-эмиратские отношения
Афгано-эмиратские отношения — двусторонние дипломатические отношения между Афганистаном и Объединёнными Арабскими Эмиратами (ОАЭ).

## История
В 1973 году страны установили дипломатические отношения. В годы Афганской войны правительство ОАЭ оказывало гуманитарную и финансовую помощь афганским моджахедам. В 2001 году ОАЭ обеспечили небольшое гуманитарное военное присутствие в Афганистане. Правительство Афганистана положительно оценивало участие вооружённых сил ОАЭ, воспринимая их как союзных мусульманских солдат. В 2004 году было открыто посольство ОАЭ в Кабуле. По состоянию на 2017 год в ОАЭ проживало порядка 150 000 рабочих из Афганистана.
10 января 2017 года пять дипломатов из ОАЭ были убиты в результате террористической атаки на гостевой дом в Кандагаре, а посол ОАЭ в Афганистане Джума Мухаммед Абдулла аль-Кааби получил ранения. Правительство Афганистана обвинило в атаке боевиков движения Талибан, но в феврале 2017 года представитель талибов заявил, что они не имеют никакого отношения к нападению на эмиратских дипломатов. 15 февраля 2017 года Джума Мухаммед Абдулла аль-Кааби скончался от полученных ранений в госпитале в ОАЭ.

## Торговля
C 2003 года ОАЭ вносят значительный гуманитарный вклад в Афганистан. Эмираты инвестировал 19 млн. долларов США для деятельности в Афганистане Международного движения Красного Креста и Красного Полумесяца, а также выделили 30 млн. долларов США на восстановление экономики страны. Частные лица ОАЭ выделили на реконструкцию объектов в Афганистане сумму в размере 22 млн. долларов США. Эти инвестиции способствовали открытию 11 школ, 6 медицинских клиник, крупной больницы, публичной библиотеки и многочисленных мечетей.

## Дипломатические представительства
- Афганистан имеет посольство в Абу-Даби[10].
- У ОАЭ имеется посольство в Кабуле[11].